# وینسنت اسپانو
وینسنت اسپانو (انگلیسی: Vincent Spano؛ زادهٔ ۱۸ اکتبر ۱۹۶۲) هنرپیشه، کارگردان فیلم و تهیه‌کننده اهل ایالات متحده آمریکا است.
از فیلم‌ها یا برنامه‌های تلویزیونی که وی در آن نقش داشته است می‌توان به اسکار، ماهی جنگی، تابستان هندی، صبح بخیر، بابل، فراتر از لبه، رنجرهای تگزاس، شهر امید، واندرول و هرگز دیگر اشاره کرد.